# Budapesti Ward Mária Általános Iskola, Gimnázium és Zeneművészeti Szakgimnázium
A Budapesti Ward Mária Általános Iskola, Gimnázium és Zeneművészeti Szakgimnázium katolikus oktatási intézmény Budapest V. kerületében. Nevét Mary Ward (magyarosan Ward Mária), az Angolkisasszonyok szerzetesrend (2002-től a rend hivatalos neve: Congregatio Jesu) alapítójának emlékére kapta.

## Története
A korábban Angolkisasszonyok Iskolájaként ismert intézményben 1787 óta folyik oktató-nevelő munka. Az intézmény minden történelmi korban élen járt a hazai közoktatás területén. A budapesti intézetben is számos olyan képzési formát indítottak el, amelyek közül volt olyan, ami Magyarországon elsőként ebben az iskolában valósult meg. Minden időben a korszellemet meghaladó gondolkodás és a fejlesztések melletti elkötelezettség jellemez.
A rendszerváltás után az iskola épületében 1997-ben indult újra általános iskolai nevelés és oktatás, majd 2001-ben létrehozták a 4 évfolyamos gimnáziumi képzést is. 2015-től zeneművészeti szakgimnáziumi képzést is indít az intézmény. 2023-tól pedig emeltszintű idegen nyelvi képzés is indít az iskola.
A Congregatio Jesu szerzetesrend 25 év működés után, 2023-ban átadta az intézmény fenntartásának jogát a Magyar Bencés Kongregáció Pannonhalmi Főapátságnak.
Az iskola küldetésének tekinti a névadója, Ward Mária nevelési elveire, emellett épít az ezer éves bencés oktatási hagyományokra is.
Ward Mária pedagógiája alapján három alappillér jellemzi az iskola küldetését:
- A tudás átadásánál az oktatás keretein túl, a diákokban rejlő személyes tehetség kibontakozására törekszik.
- A lelkiség közvetítésében fontos, hogy minden diák és tanár megismerje a lelkigyakorlatokat, életvezetésükben reflektált, változásokra nyitott, fejlődőképes és elkötelezett emberek legyenek.
- A szolgálat lényege, hogy diákjaink érzékenyek legyenek a társadalmi igazságtalanságokra, és síkra szálljanak az igazságosabb világért. A szeretetszolgálat által biztosítja, hogy a diákok ne csak elvben, hanem gyakorlatban is közelebb kerüljenek olyan társadalmi csoportokhoz – idősekhez, fogyatékkal élőkhöz, hátrányos helyzetű gyermekekhez, stb. – akik segítése által mélyebb önismeretre jutnak, és szolidaritást tanulnak.

Ward Mária nevelési módszerében évszázadok óta kiemelt szerepe van a művészetre nevelésnek, a nyelvtanulásnak, a kapcsolatteremtő készségek fejlesztésének, melyek hangsúlyosan jelennek meg az iskola pedagógiai munkájában.

Az iskola épülete
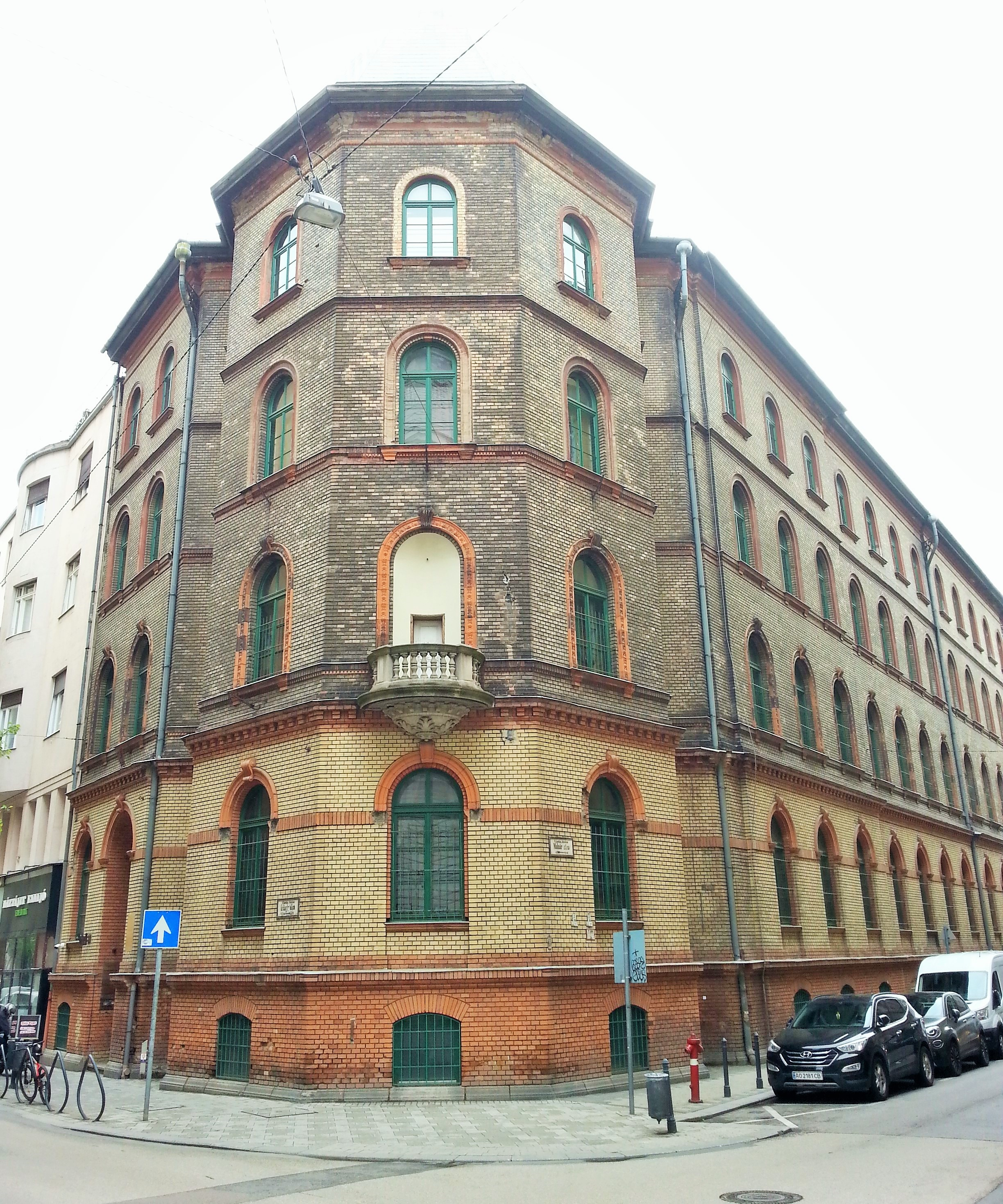
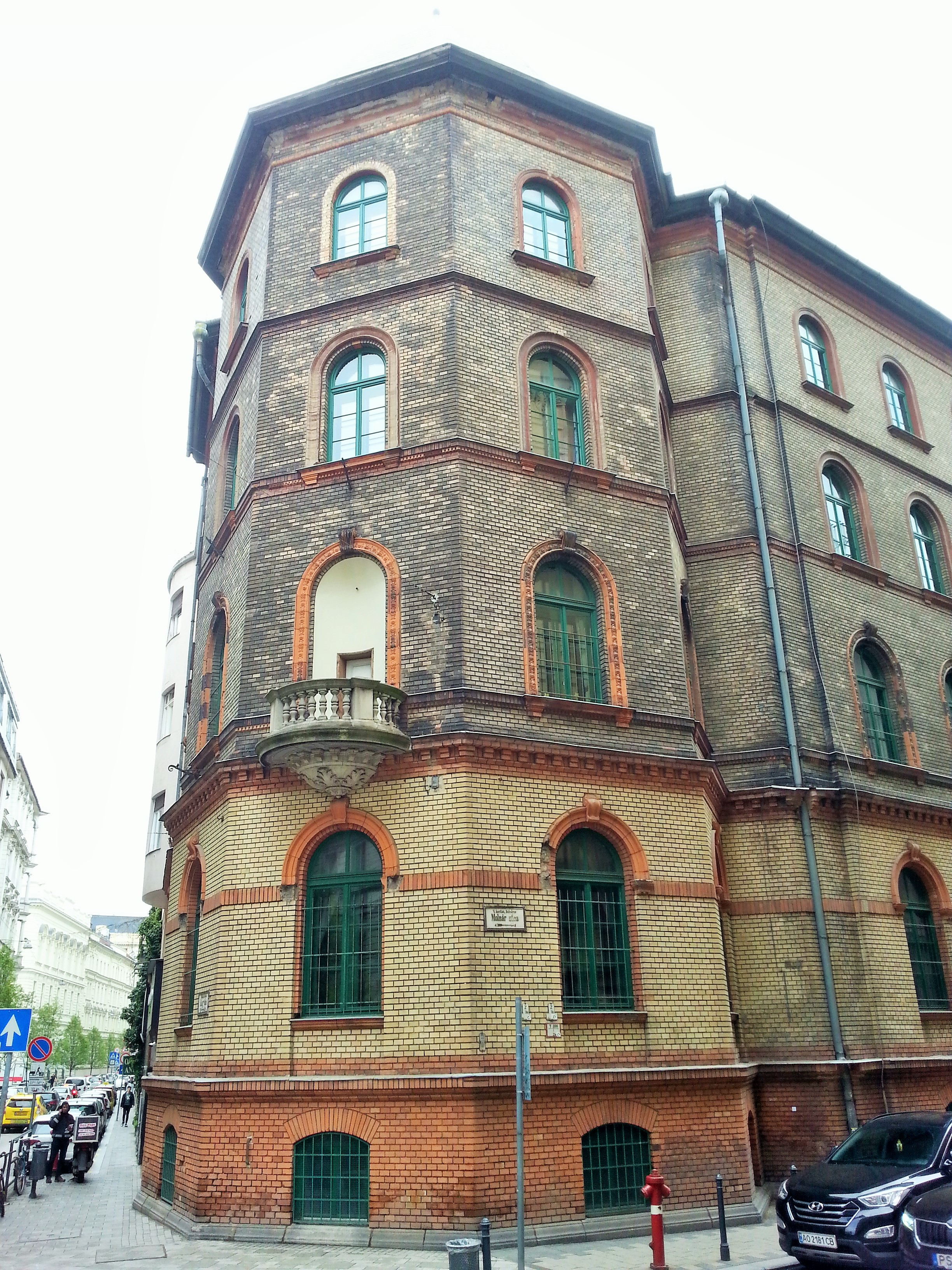
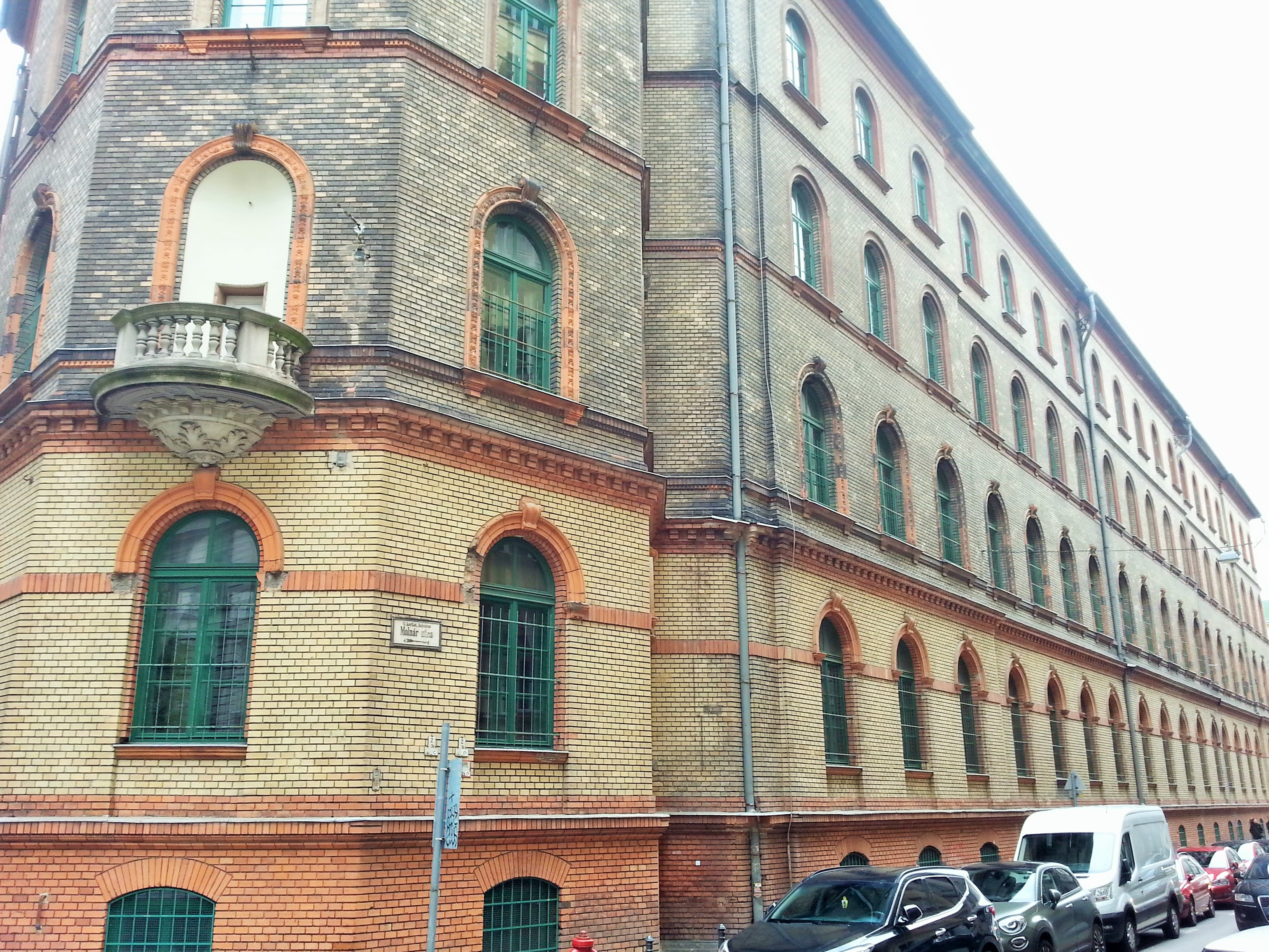
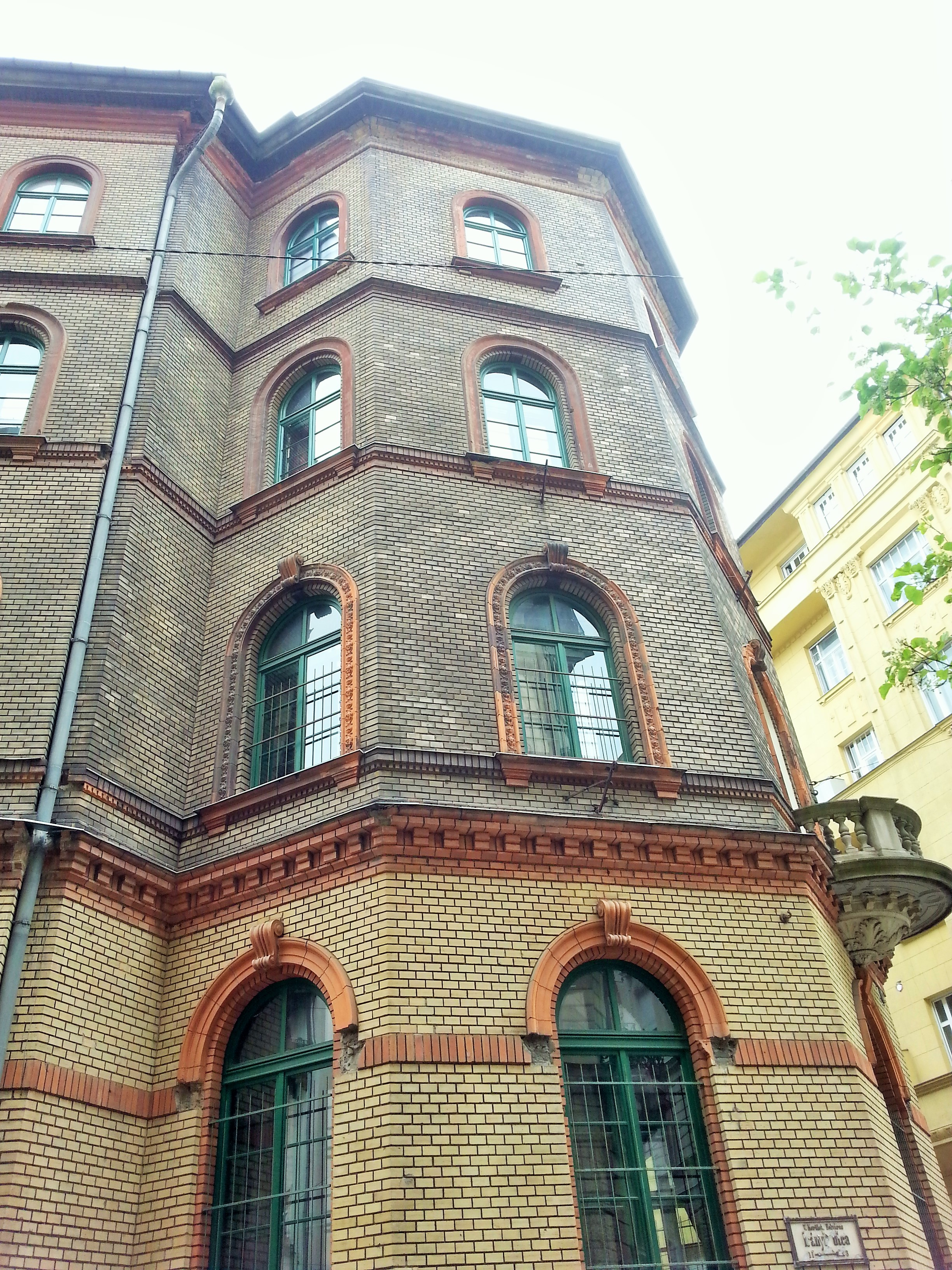
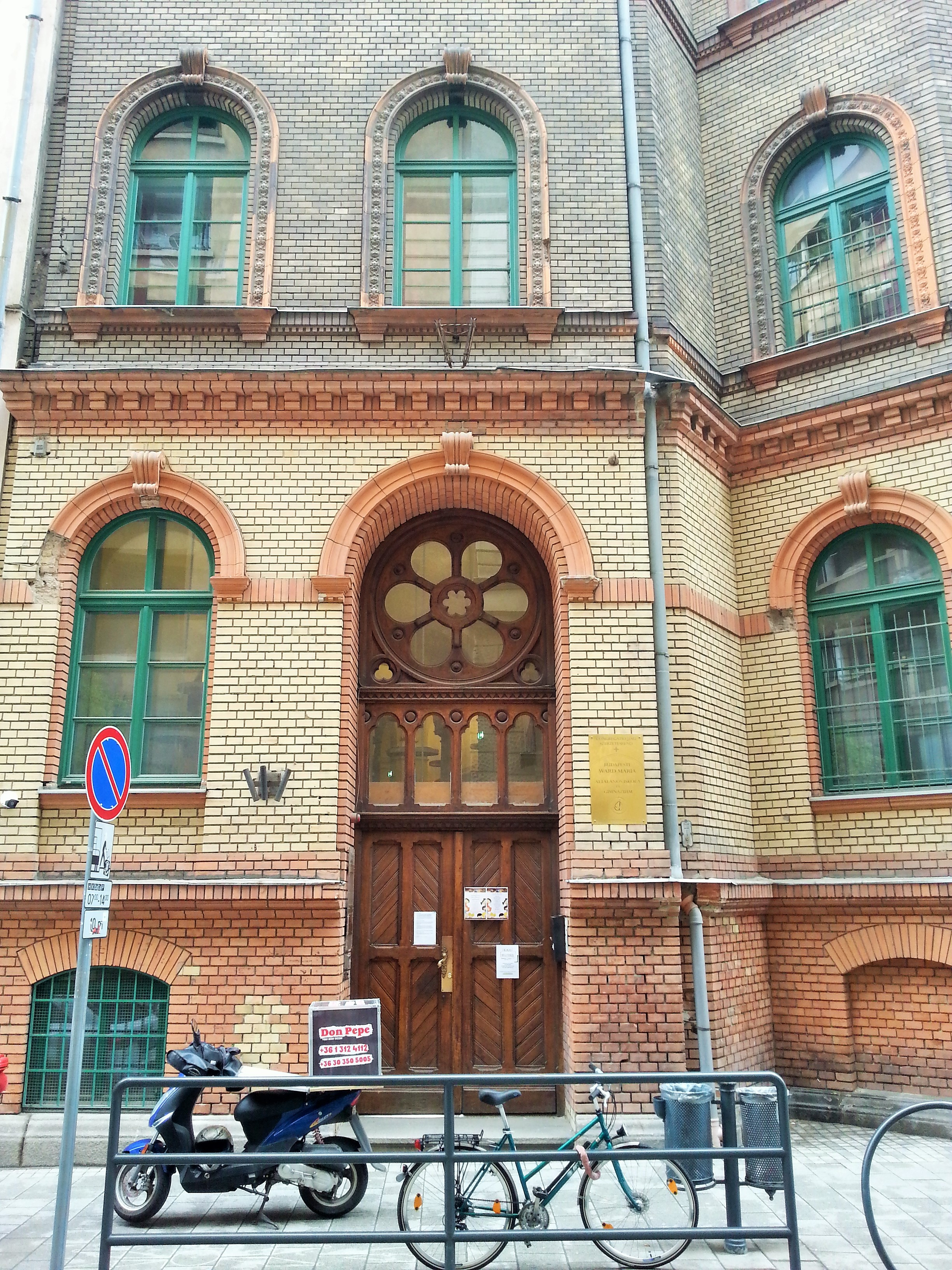
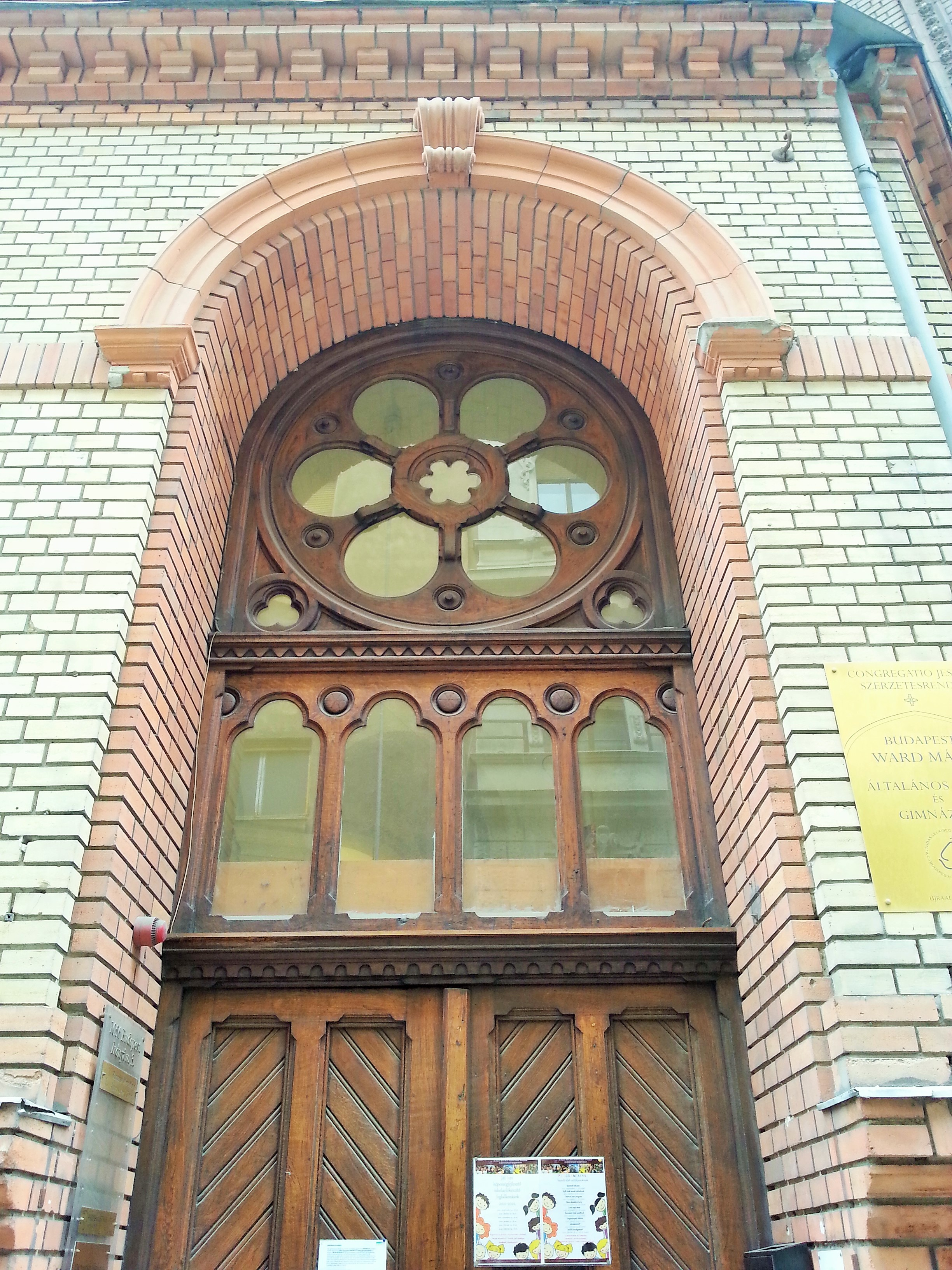

## Oktatás

### Képzési típusok
- Általános iskola (1–8. évfolyam)[1]
- Alapfokú művészeti iskola[2]
- Négyévfolyamos gimnáziumi osztályok (9–12. évfolyam)[3]
  - Emelt óraszámú angol nyelvi tagozat
  - Emelt óraszámú német nyelvi tagozat
  - Általános tantervű tagozat
- Zeneművészeti szakgimnázium (9–12. évfolyam)[4]
  - Egyházzenész, Kántor-énekvezető
  - Egyházzenész, Kántor-kórusvezető
  - Egyházzenész, Kántor-orgonista
  - Egyházzenész, Kántor-gitáros
  - Klasszikus zenész, Hangkultúra
  - Klasszikus zenész (fafúvós)
  - Klasszikus zenész (rézfúvós)
  - Klasszikus zenész (húros-vonós)
  - Klasszikus zenész (billentyűs)
  - Klasszikus zenész, Magánénekes
  - Népzenész, Népi énekes
  - Népzenész (fafúvós)
  - Népzenész (húros-vonós)

### A felvételi rendje
A gimnáziumi és a szakgimnáziumi osztályokba azok indulása előtt (nyolcadik osztályos tanulóknak) a rendes felvételi eljárás keretében szerveznek felvételi vizsgát.